# Crystal Klein
Crystal Klein (Viena; 10 de octubre de 1981) es una actriz pornográfica y modelo austríaca. Klein es una de pocas mujeres que han sido Playmate de Playboy (Playboy de Croacia, octubre de 2004, como Christiane Vogt) y de Penthouse (marzo de 2005).
Klein estudió psicología en la Universidad de Viena por dos años, luego de lo cual se retiró. En enero de 2003, se fue a vivir a Maui tomándose unas vacaciones por su salida de la universidad. Para ganar dinero empezó a modelar en ropa de baño. Al poco tiempo Klein tuvo un encuentro poco grato con un fotógrafo que hacía tomas para el concurso amateur de Hustler. Pronto fue llamada por un agente de Matrix Models y voló a Los Ángeles donde comenzó a trabajar con los mejores fotógrafos en el negocio de adultos – gente como Suze Randall, Earl Miller y J. Stephen Hicks.
Crystal ha aparecido en el video Sheer Hosed Showoffs, tocando el piano desnuda en el Show de Howard Stern y tiene su propia página web [cita requerida].